# Páni z Rabštejna
Rabštejnové z Rabštejna nebo též mladší páni z Rabštejna byli starý český šlechtický rod, jejichž předek pocházel ze 14. století. Ve 13.–16. století existovalo vícero šlechtických rodů, které užívaly přídomek z Rabštejna. Páni z Rabštejna neměli kromě predikátu nic společného s rodem tzv. starších pánů z Rabštejna (se třemi obrněnými nohami v erbu) ani s rodem Pluhů z Rabštejna. Tyto rody nebyly vzájemně příbuzné, proto také měl každý z nich jiný erb.

## Dějiny rodu
Nejvýznamnějším z rodu pánů z Rabštejna byl velmi vzdělaný Prokop z Rabštejna († 1472). Ten působil v císařských službách, později jako diplomat. V této funkci hodně cestoval po Evropě a na svých cestách byl v Římě na mostě přes Tiberu pasován a na rytíře. Zde se také seznámil s italským šlechticem a humanistou Aeneem Silviem Piccolominim, který byl později zvolen papežem jako Pius II. Prokopa dokonce navrhoval jako kandidáta na uprázdněný pražský arcibiskupský stolec, ten se však stal nejvyšším kancléřem Království českého, kde se uplatnil jako údajně velmi obratný diplomat.
Prokop měl bratra, Jana mladšího z Rabštejna († 1472), rovněž velmi vzdělaného muže, který se stal knězem. Studoval v Itálii, kde se setkal s myšlenkami humanismu. Když se vrátil do Čech, zdejší napjatá situace mezi králem Jiřím z Poděbrad a katolickou církví ho přiměla k odchodu zpět do Itálie a následně ke dvoru Matyáše Korvína do Uher, kde později zemřel.